# Геологічна діяльність вітру
Геологічна діяльність вітру
Геологічні процеси, що обумовлені дією вітру, називаються еоловими (Еол — бог вітру у грецькій міфології). Вони руйнують масиви гірських порід і позбавляють їх продуктів вивітрювання. Вітер переносить продукти руйнації на більші або менші відстані, утворюючи еолові відклади. Руйнування та оголення гірських порід під дією вітру відбувається у формі видування — дефляції та обточування — коразії. У пустельних регіонах вітер є головною денудаційною силою. Гірські породи під дією вітру набувають чудернацьких форм: колон, «кам'яних грибів», шароподібних стовпів і т. ін.
Швидкість дефляції складає близько 17 см у століття, а іноді досягаючи 60 см. Дефляція завжди супроводжується коразією. Вітер здіймає мільярди піщинок і з силою б'є ними по різних перепонах. Внаслідок цього поверхня гірських порід має пористий характер.
Коразія також діє на стіни будівель та споруд, руйнуючи їхню поверхню — скло у вікнах та ін. Знаючи час будівництва будівлі або споруди, можна за глибиною порожнин, що утворилися внаслідок еолових процесів у породі, судити про швидкість процесів коразії. Слід зазначити, що чим дрібнішими є мінеральні частки, тим вище вони здіймаються вітром і тим далі відносяться від місця руйнування материнської породи.
Глинисті, пилуваті та піщані частки переносяться вітром на десятки, сотні і навіть тисячі кілометрів. Їхнє відкладання (акумуляція) супроводжується сортуванням за розмірами. Найкрупніші з них просто перекочуються по земній поверхні і, зустрічаючи навіть малі перешкоди, затримуються, утворюючи невеликі бугри, які швидко зростають, сягаючи висоти до 30 м. Такі піщані форми (бархани) мають своєрідну серпоподібну форму: з навітряного боку схил барханів покатий (8–140), а з підвітряного — крутіший (30–350). Барханні відклади є нестійкими і пересуваються у напрямку дії вітру зі швидкістю 7–12 м на рік. На пустельних берегах морів та річок рухливі піски утворюють іншу характерну форму відкладів — дюни. Такі піски є великою небезпекою, оскільки в процесі пересування вони засипають родючі поля, будівлі та споруди. Для їх закріплення саджають рослини з потужною кореневою системою або створюють за допомогою щитів штучні дюни, які перешкоджають подальшому пересуванню пісків. В окремих випадках рухливі піски закріплюють, насичуючи їх твердіючими розчинами. Найефективнішим є насичення їх бітумними емульсіями.
Пилуваті та глинисті частки піднімаються у повітря значно вище за піщані і переносяться на величезні відстані. Осідаючи з повітря, вони утворюють своєрідну структуру з вертикальною орієнтацією порожнин (пор) між ними, загальний об'єм яких сягає 40 %. В результаті фізико-хімічних та біохімічних процесів внутрішня поверхня пор покривається тонкою плівкою солей (карбонатів, сульфатів і хлоридів). Це надає пилувато-глинистим відкладенням міцність за рахунок здатності утворювати стовбчасті виокремлення і тримати вертикальні відкоси. Проте за зволоження і особливо під навантаженням відклади втрачають стійкість, їхня структура руйнується і вони різко зменшуються в об'ємі через заповнення макропор частками породи. Властивість макропористих пилувато-глинистих порід змінювати свій об'єм за зволоження під навантаженням називається просадочністю. За природних умов у просадочних породах за зволоження утворюються провалля, що мають назву степових блюдець.
Особливого значення властивість просадочності набуває під час використання просадочних порід як основи споруд.
Еолові пилувато-глинисті відкладення за своїми властивостями належать до особливої групи порід, що мають назву лес. Лесові породи можуть утворюватися не лише шляхом еолової акумуляції, проте еолові пилувато-глинисті відкладення належать саме до таких порід.